# 地板清洁

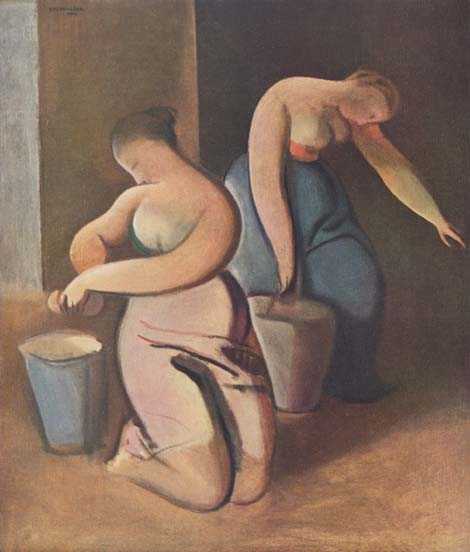
擦地板

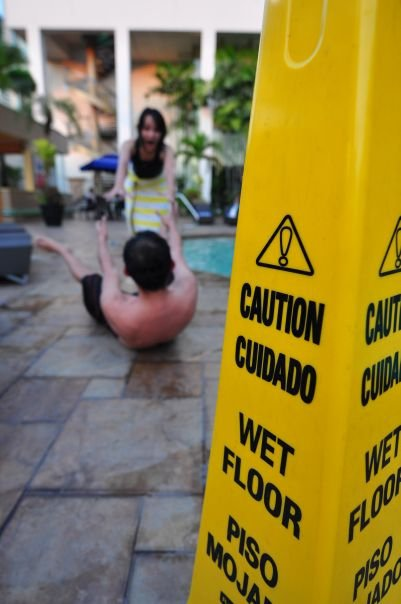
地板潮濕警示

全世界許多清洁工的職責都包括地板清洁。不同类型的地板清潔的方式是不同的。現今也有各式各样的地板清洁机，例如自动洗地机和清扫机以及地毯抽吸机。

## 清洁地板的原因
- 防止人們因绊倒或滑倒而受伤。在水平地板上滑倒和绊倒造成的伤害是意外伤害或死亡的主要原因。如果清洁地板的方式不當，本身就是造成事故的主要原因。 [3]
- 去除污渍、污垢、垃圾和障碍物。
- 去除會划伤和磨损地板表面的砂砾和沙子。
- 去除过敏原，尤其是灰尘。
- 給地板打蜡
- 减少吸入微塑料[4][5]